# Romain Grosjean
Romain Grosjean (Genève, 17 april 1986) is een Zwitsers-Frans autocoureur die rijdt onder de Franse vlag. Grosjean is de GP2-kampioen van 2011. Hij reed in 2009 en van 2012 tot 2020 in de Formule 1. Op 29 november 2020 tijdens de race van Bahrein 2020, crashte zijn wagen hard door de vangrail na een botsing op de baan en vloog in brand. Grosjean overleefde de crash wonderwel. Grosjean maakte in 2021 zijn debuut in het Amerikaanse IndyCar-kampioenschap.

## Vroege carrière
Grosjean begon met karten in 2001 toen hij veertien jaar oud was. In 2003 ging hij formule racen in de Formule Renault 1.6 Zwitserland. Hij won alle 10 de races en had daarbij ook 10 keer de pole position. Hierna ging hij naar de Formule Renault 2.0, hij reed in het Zwitserse kampioenschap, Franse kampioenschap en de Eurocup. Het beste resultaat was in het Franse kampioenschap, hij werd daar zevende. Hij ging in 2005 weer voor de titel in Frankrijk, deze keer lukte het hem.

## Formule 3
In 2006 stapte hij over naar de Formule 3 Euroseries. In zijn debuutjaar werd hij dertiende, hij haalde één podium. In het tweede jaar dat hij in de Formule 3 Euroseries reed sleepte hij de titel binnen. Hij troefde onder andere Sébastien Buemi en Nico Hülkenberg af.

## GP2 Series
Vanaf 2008 reed hij bij ART Grand Prix in de GP2 Series en de GP2 Asia Series. Hij boekte enkele overwinningen en podiumplekken. Ook werd hij in 2008 kampioen in de Asia Series. In 2011 won hij hier weer het kampioenschap en dat jaar won hij ook de normale GP2 Series.

## Formule 1

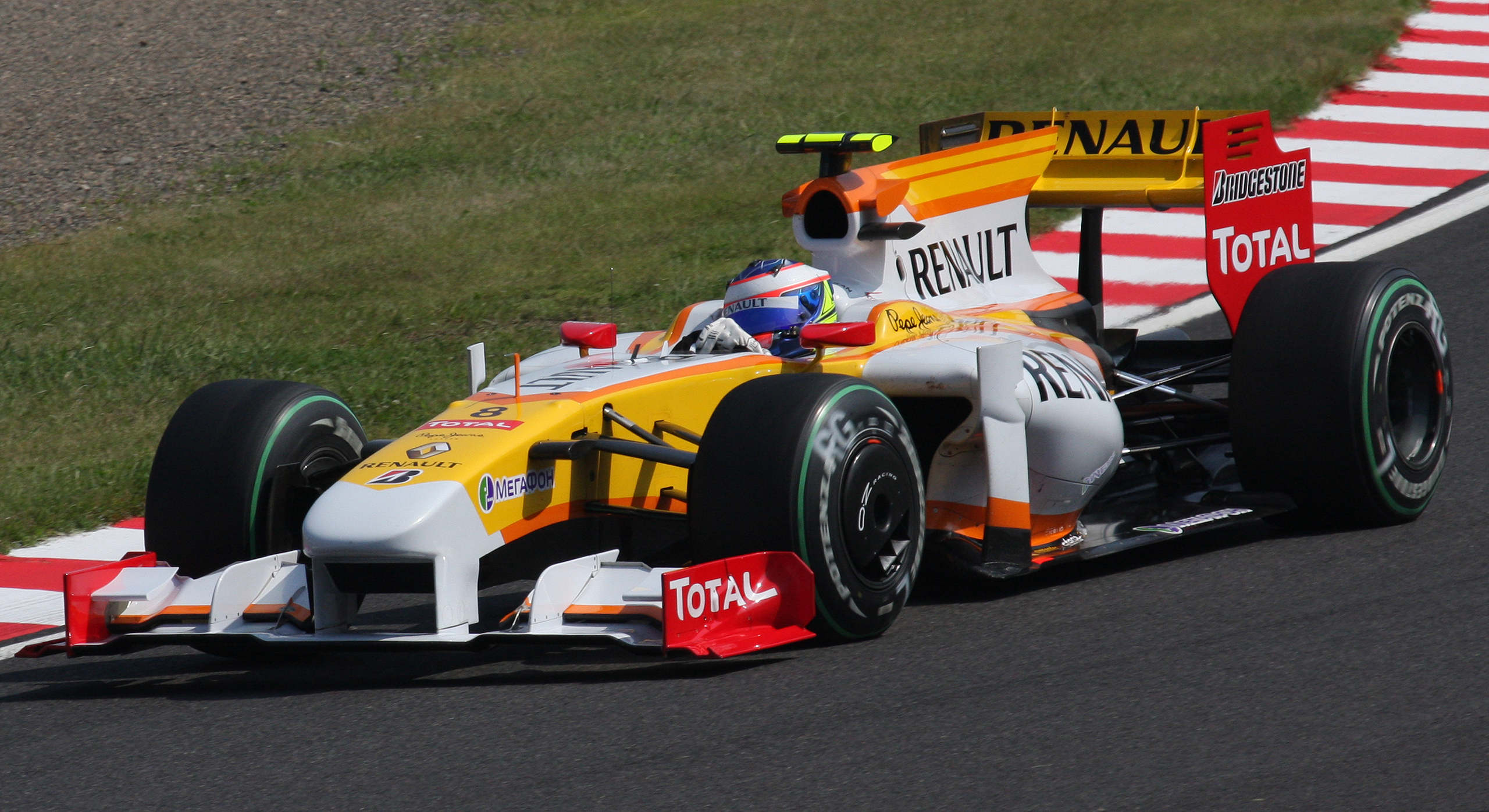
Romain Grosjean in de Renault

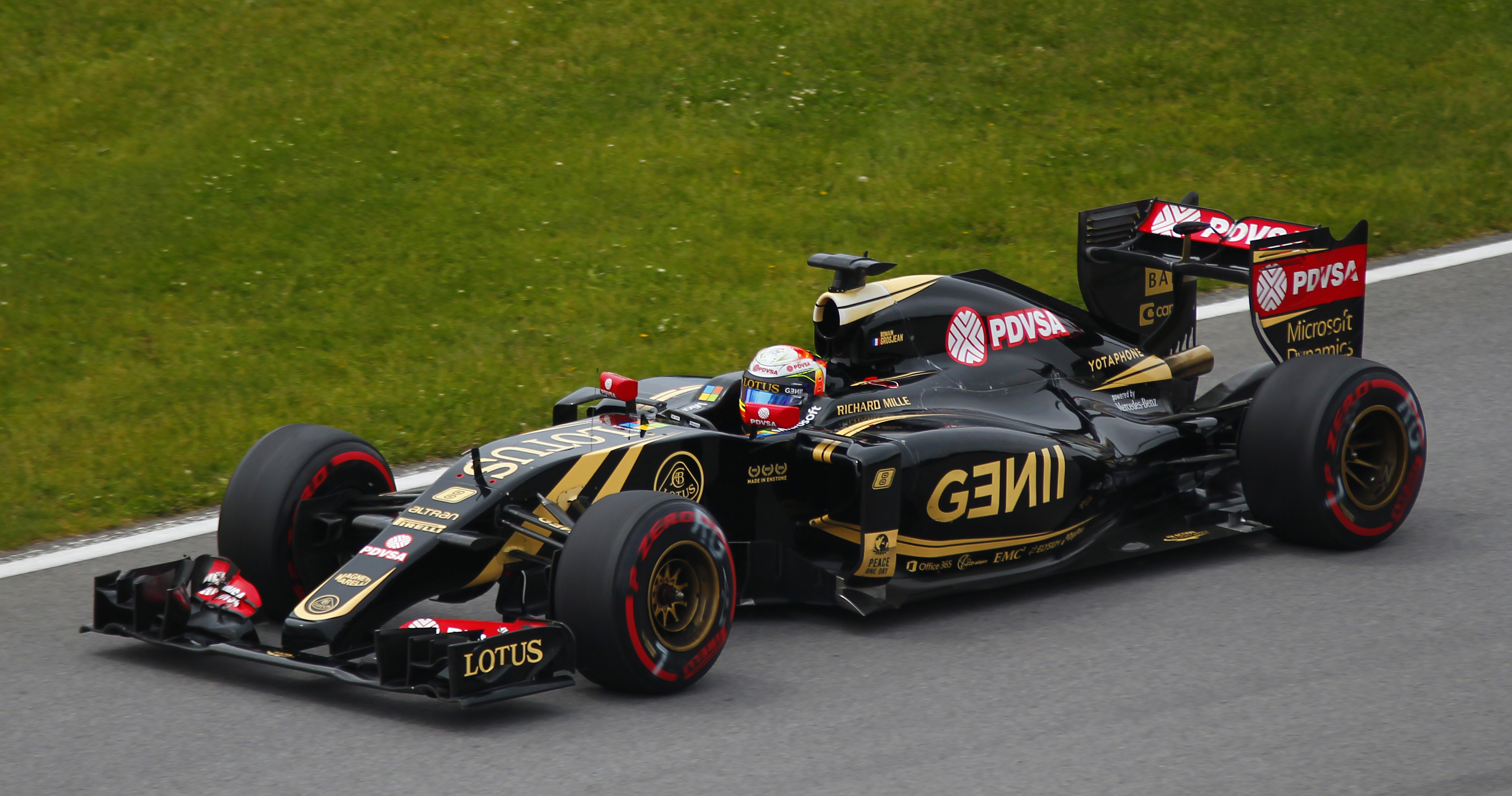
Romain Grosjean in zijn laatste seizoen voor Lotus.

Grosjean nam vanaf de Grand Prix van Europa 2009 de positie van Nelson Piquet jr. over als tweede coureur bij het Renault F1 team. Grosjean kon echter net als Piquet geen potten breken, en kon zijn plek niet behouden voor het seizoen 2010.
Eind 2011, na zijn GP2-kampioenschap, mocht Grosjean de laatste twee Grands Prix van het Formule 1-seizoen in Abu Dhabi en Brazilië op de vrijdag voor de race testen.
Op 9 december 2011 werd bekend dat Grosjean in 2012 terugkeert in de Formule 1 bij Lotus naast de eveneens terugkerende Kimi Räikkönen. In de eerste Grand Prix in Australië verraste hij meteen door de derde startplaats op te eisen achter de McLarens van Lewis Hamilton en Jenson Button. In de race moest hij echter al in de tweede ronde opgeven na een touché met Pastor Maldonado waarbij zijn wiel brak. In de derde Grand Prix in China behaalde Grosjean zijn eerste punten in de Formule 1 met een zesde plaats. In de Grand Prix van Bahrein behaalde hij zijn eerste podium uit zijn Formule 1-carrière door als derde te eindigen achter Sebastian Vettel en Räikkönen.
In de Grand Prix van België van dat jaar veroorzaakte Grosjean een crash waarbij behalve hijzelf ook Fernando Alonso, Lewis Hamilton en Sergio Pérez uitvielen. Omdat het niet de eerste keer van het seizoen was dat Grosjean betrokken was bij een startcrash, werd hij geschorst voor de daaropvolgende Grand Prix van Italië. Hier werd hij vervangen door de Belgische testcoureur van Lotus Jérôme d'Ambrosio.
Op 16 december 2012 werd Grosjean de "Champion of Champions" in de Race of Champions in Thailand.
2015 werd het laatste seizoen voor Grosjean bij Lotus. In 2016 vertrok hij naar het nieuwe Haas F1 Team.
Tijdens de Grand Prix Formule 1 van Bahrein 2020, kwam Romain Grosjean in de eerste ronde in contact met Daniil Kvjat waarbij Grosjean met hoge snelheid tegen en gedeeltelijk door de vangrail schoot, hierbij brak zijn auto in tweeën en vloog in brand. De halo bleef echter intact. Grosjean wist zich zelf te bevrijden uit het brandende wrak en kwam met slechts enkele brandwonden uit de in tweeën gebroken Haas. Hij werd na de race uit respect verkozen tot Driver of the Day.
Aan het einde van het seizoen 2020 heeft Grosjean het Haas F1 Team verlaten.

## IndyCar Series
Sinds 2021 reed Grosjean in de Verenigde Staten in de  IndyCar Series voor achtereenvolgens het team van Dale Coyne Racing in 2021 en Andretti Autosport in 2022 en 2023. Hij behaalde tot nu toe zes podiumplaatsen maar heeft nog geen overwinning kunnen behalen. In 2024 neemt Grosjean het stoeltje van Calum Ilott over bij het team Juncos Hollinger Racing.

## Carrière-overzicht

### Karting
| Jaar | Evenement               | Klasse    | Resultaat |
| ---- | ----------------------- | --------- | --------- |
| 2001 | Frans Kampioenschap     | ICA       | 1         |
| 2002 | Grand Prix Karting FFSA | Espoir    | 34        |
| 2002 | Monaco Kart Cup         | Formula A | 16        |
| 2003 | Europees Kampioenschap  | ICA       | DNF       |
| 2003 | Grand Prix Karting FFSA | Espoir    | 34        |
| 2011 | ERDF Masters Kart       | Stars     | 5         |

### Formule 3
| Seizoen | Series                           | Team           | Races | Wins | Pole positie | Snelste Ronden | Podiums | Punten | Positie |
| ------- | -------------------------------- | -------------- | ----- | ---- | ------------ | -------------- | ------- | ------ | ------- |
| 2006    | Europees Formule 3-kampioenschap | Signature-Plus | 20    | 0    | 0            | 0              | 1       | 19     | 13      |
| 2006    | Brits Formule 3-kampioenschap    | Signature-Plus | 2     | 2    | 1            | 2              | 2       | 0      | NC      |
| 2006    | Grand Prix van Macau             | Signature-Plus | 1     | 0    | 0            | 0              | 0       | N/A    | 9       |
| 2007    | Europees Formule 3-kampioenschap | ASM Formule 3  | 20    | 6    | 4            | 7              | 13      | 106    | 1       |
| 2007    | Masters of Formula 3             | ASM Formule 3  | 1     | 0    | 1            | 0              | 0       | N/A    | 14      |
| 2007    | Grand Prix van Macau             | ASM Formule 3  | 1     | 0    | 0            | 0              | 0       | N/A    | 8       |

#### Europees Formule 3-resultaten
| Jaar | Inschrijving   | Chassis          | Motor    | 1        | 2        | 3       | 4         | 5       | 6         | 7        | 8       | 9        | 10      | 11       | 12       | 13      | 14       | 15        | 16        | 17       | 18       | 19        | 20        | POS | Punten |
| ---- | -------------- | ---------------- | -------- | -------- | -------- | ------- | --------- | ------- | --------- | -------- | ------- | -------- | ------- | -------- | -------- | ------- | -------- | --------- | --------- | -------- | -------- | --------- | --------- | --- | ------ |
| 2006 | Signature-Plus | Dallara F305/029 | Mercedes | HOC 1 21 | HOC 2 13 | LAU 1 6 | LAU 2 4   | OSC 1 3 | OSC 2 6   | BRH 1 9  | BRH 2 6 | NOR 1 12 | NOR 2 8 | NÜR 1 18 | NÜR 2 10 | ZAN 1 4 | ZAN 2 11 | CAT 1 Ret | CAT 2 9   | BUG 1 20 | BUG 2 12 | HOC 1 DSQ | HOC 2 DSQ | 13  | 19     |
| 2007 | ASM Formule 3  | Dallara F305/059 | Mercedes | HOC 1 5  | HOC 2 1  | BRH 1 S | BRH 2 Ret | NOR 1 S | NOR 2 Ret | MAG 1 2S | MAG 2 7 | MUG 1 P  | MUG 2 S | ZAN 1 P  | ZAN 2 3  | NÜR 1 5 | NÜR 2    | CAT 1 8S  | CAT 2 DSQ | NOG 1 PS | NOG 2 3  | HOC 1 2PS | HOC 2 3   | 1   | 106    |

### GP2 Series
| Seizoen | Series          | Team             | Races | Wins | Pole positie | Snelste rondes | Podiums | Punten | Positie |
| ------- | --------------- | ---------------- | ----- | ---- | ------------ | -------------- | ------- | ------ | ------- |
| 2008    | GP2 Series      | ART Grand Prix   | 20    | 2    | 1            | 2              | 6       | 62     | 4       |
| 2008    | GP2 Asia Series | ART Grand Prix   | 10    | 4    | 4            | 3              | 5       | 61     | 1       |
| 2009    | GP2 Series      | Barwa Addax Team | 12    | 2    | 3            | 2              | 3       | 45     | 4       |
| 2010    | GP2 Series      | DAMS             | 8     | 0    | 0            | 0              | 2       | 14     | 14      |
| 2011    | GP2 Series      | DAMS             | 18    | 5    | 1            | 6              | 10      | 89     | 1       |
| 2011    | GP2 Asia Series | DAMS             | 4     | 1    | 2            | 2              | 2       | 24     | 1       |

#### GP2 Asia Series-resultaten
| Jaar | Inschrijving   | 1           | 2           | 3           | 4          | 5           | 6         | 7           | 8           | 9            | 10           | POS | Punten |
| ---- | -------------- | ----------- | ----------- | ----------- | ---------- | ----------- | --------- | ----------- | ----------- | ------------ | ------------ | --- | ------ |
| 2008 | ART Grand Prix | DUB1 FEA 1P | DUB1 SPR 1S | SEN FEA 4   | SEN SPR 4  | SEP FEA 9PS | SEP SPR 2 | BRH FEA 1PS | BRH SPR Ret | DUB2 FEA 1PS | DUB2 SPR Ret | 1   | 61     |
| 2011 | DAMS           | YMC FEA 2P  | YMC SPR Ret | IMO FEA 1PS | IMO SPR 7S |             |           |             |             |              |              | 1   | 24     |

#### GP2 Series-resultaten
| Jaar | Inschrijving     | 1           | 2           | 3           | 4           | 5           | 6          | 7           | 8           | 9           | 10         | 11         | 12          | 13          | 14         | 15        | 16          | 17         | 18          | 19        | 20        | POS | Punten |
| ---- | ---------------- | ----------- | ----------- | ----------- | ----------- | ----------- | ---------- | ----------- | ----------- | ----------- | ---------- | ---------- | ----------- | ----------- | ---------- | --------- | ----------- | ---------- | ----------- | --------- | --------- | --- | ------ |
| 2008 | ART Grand Prix   | CAT FEA 5   | CAT SPR 13  | IST FEA 2   | IST SPR 1S  | MON FEA Ret | MON SPR 10 | MAG FEA Ret | MAG SPR Ret | SIL FEA 5   | SIL SPR 8  | HOC FEA 2  | HOC SPR 4   | HUN FEA 17P | HUN SPR 12 | VAL FEA 3 | VAL SPR Ret | SPA FEA 1S | SPA SPR 9   | MNZ FEA 4 | MNZ SPR 3 | 4   | 62     |
| 2009 | Barwa Addax Team | CAT FEA 1PS | CAT SPR 2   | MON FEA 1PS | MON SPR 17† | IST FEA Ret | IST SPR 12 | SIL FEA 5P  | SIL SPR 4   | NÜR FEA 18† | NÜR SPR 5  | HUN FEA 10 | HUN SPR 4   | VAL FEA     | VAL SPR    | SPA FEA   | SPA SPR     | MNZ FEA    | MNZ SPR     | ALG FEA   | ALG SPR   | 4   | 45     |
| 2010 | DAMS             | CAT FEA     | CAT SPR     | MON FEA     | MON SPR     | IST FEA     | IST SPR    | VAL FEA     | VAL SPR     | SIL FEA     | SIL SPR    | HOC FEA 20 | HOC SPR 19† | HUN FEA     | HUN SPR    | SPA FEA 3 | SPA SPR 6   | MNZ FEA 13 | MNZ SPR 17† | YMC FEA 6 | YMC SPR 3 | 14  | 14     |
| 2011 | DAMS             | IST FEA 1P  | IST SPR 10S | CAT FEA DSQ | CAT SPR 9   | MON FEA 4   | MON SPR 3S | VAL FEA 1S  | VAL SPR Ret | SIL FEA 4S  | SIL SPR 1S | NÜR FEA 3  | NÜR SPR 1   | HUN FEA 1   | HUN SPR 3S | SPA FEA 3 | SPA SPR 4   | MNZ FEA 3  | MNZ SPR 21  |           |           | 1   | 89     |

### Auto GP-resultaten
| Jaar | Inschrijving | 1     | 2     | 3     | 4     | 5        | 6       | 7        | 8         | 9       | 10      | 11       | 12      | POS | Punten |
| ---- | ------------ | ----- | ----- | ----- | ----- | -------- | ------- | -------- | --------- | ------- | ------- | -------- | ------- | --- | ------ |
| 2010 | DAMS         | BRN 1 | BRN 2 | IMO 1 | IMO 2 | SPA 1 PS | SPA 2 S | MAG 1 PS | MAG 2 Ret | NAV 1 3 | NAV 2 1 | MNZ 1 PS | MNZ 2 3 | 1   | 58     |

### GT1-resultaten
| Jaar | Inschrijving       | Auto     | 1        | 2        | 3         | 4          | 5        | 6        | 7        | 8        | 9         | 10        | 11     | 12     | 13     | 14     | 15     | 16     | 17     | 18     | 19     | 20     | POS | Punten |
| ---- | ------------------ | -------- | -------- | -------- | --------- | ---------- | -------- | -------- | -------- | -------- | --------- | --------- | ------ | ------ | ------ | ------ | ------ | ------ | ------ | ------ | ------ | ------ | --- | ------ |
| 2010 | Matech Competition | Ford GT1 | ABU QR 2 | ABU CR 1 | SIL QR 21 | SIL CR Ret | BRN QR 6 | BRN CR 1 | PRI QR 7 | PRI CR 7 | SPA QR 20 | SPA CR 14 | NÜR QR | NÜR CR | ALG QR | ALG CR | NAV QR | NAV CR | INT QR | INT CR | SAN QR | SAN CR | 11  | 62     |

### 24 uur van Le Mans-resultaten
| Jaar | Inschrijving       | Coureurs                                       | Auto     | Klasse | Rondes | POS |
| ---- | ------------------ | ---------------------------------------------- | -------- | ------ | ------ | --- |
| 2010 | Matech Competition | Thomas Mutsch Romain Grosjean Jonathan Hirschi | Ford GT1 | GT1    | 171    | DNF |

### Indycar Series-resultaten
| Jaar | Inschrijving                          | Chassis      | Motor     | 1       | 2       | 3     | 4      | 5      | 6      | 7      | 8      | 9      | 10     | 11     | 12     | 13     | 14      | 15     | 16     | 17     | 18    | Pos.   | Punten |
| ---- | ------------------------------------- | ------------ | --------- | ------- | ------- | ----- | ------ | ------ | ------ | ------ | ------ | ------ | ------ | ------ | ------ | ------ | ------- | ------ | ------ | ------ | ----- | ------ | ------ |
| 2021 | Dale Coyne Racing w/ Rick Ware Racing | Dallara DW12 | Honda     | ALA 10  | STP13   | TXS 0 | TXS 0  | IMS 2P | 500 0  | DET 23 | DET 24 | ROA 5  | MDO 7  | NSH 16 | IMS 2  | GTW 14 | POR 22S | LAG 3  | LBH 24 |        |       | 15     | 272    |
| 2022 | Andretti Autosport                    | Dallara DW12 | Honda     | STP 5   | TXS 23  | LBH 2 | ALA 7  | IMS 17 | 500 31 | DET 17 | ROA 4  | MDO 21 | TOR 16 | IOW 7  | IOW 9  | IMS 16 | NSH 16  | GTW 13 | POR 19 | LAG 7  |       | 13     | 328    |
| 2023 | Andretti Autosport                    | Dallara DW12 | Honda     | STP 18P | TXS 14  | LBH 2 | ALA 2P | IMS 11 | 500 30 | DET 24 | ROA 25 | MDO 13 | TOR 22 | IOW 11 | IOW 12 | NSH 6  | IMS 18  | GTW 12 | POR 27 | LAG 11 |       | 13     | 296    |
| 2024 | Juncos Hollinger Racing               | Dallara DW12 | Chevrolet | STP 22  | TRM DNQ | LBH 8 | ALA 12 | IMS 12 | 500 19 | DET 23 | ROA 0  | LAG 0  | MDO 0  | IOW 0  | IOW 0  | TOR 0  | GTW 0   | POR 0  | MIL 0  | MIL 0  | NSH 0 | N.v.t. | 0      |

## Formule 1-carrière

### Teams
| Jaar/Jaren  | Team                           |
| ----------- | ------------------------------ |
| 2009        | Renault                        |
| 2011        | Lotus Renault GP (testcoureur) |
| 2012 – 2015 | Lotus                          |
| 2016 – 2020 | Haas                           |

### Statistiek
|                       | 2009 | 2012 | 2013 | 2014 | 2015 | 2016 | 2017 | 2018 | 2019 | 2020 | Totaal |
| --------------------- | ---- | ---- | ---- | ---- | ---- | ---- | ---- | ---- | ---- | ---- | ------ |
| Aantal races          | 7    | 19   | 19   | 19   | 19   | 21   | 20   | 21   | 21   | 15   | 181    |
| Aantal zeges          | 0    | 0    | 0    | 0    | 0    | 0    | 0    | 0    | 0    | 0    | 0      |
| Aantal pole-positions | 0    | 0    | 0    | 0    | 0    | 0    | 0    | 0    | 0    | 0    | 0      |
| Aantal snelste ronden | 0    | 1    | 0    | 0    | 0    | 0    | 0    | 0    | 0    | 0    | 1      |
| Aantal podiumplaatsen | 0    | 3    | 6    | 0    | 1    | 0    | 0    | 0    | 0    | 0    | 10     |
| Aantal WK-punten      | 0    | 96   | 132  | 8    | 51   | 29   | 28   | 37   | 8    | 2    | 391    |
| Eindstand WK          | 23   | 8    | 7    | 14   | 11   | 13   | 13   | 14   | 18   | 19   |        |

### Formule 1-resultaten
| Kleur  | Resultaat                       |
| ------ | ------------------------------- |
| Goud   | Winnaar                         |
| Zilver | Tweede plaats                   |
| Brons  | Derde plaats                    |
| Groen  | Gefinisht (punten behaald)      |
| Blauw  | Gefinisht (geen punten behaald) |
| Blauw  | Niet geklasseerd (NC)           |
| Paars  | Uitgevallen (DNF)               |
| Rood   | Niet gekwalificeerd (DNQ)       |

| Kleur  | Resultaat                              |
| ------ | -------------------------------------- |
| Zwart  | Gediskwalificeerd (DSQ)                |
| Wit    | Niet gestart (DNS)                     |
| Blanco | Gewond (INJ)                           |
| Blanco | Uitgesloten (EX)                       |
| Blanco | Teruggetrokken (WD) / Niet deelgenomen |
| P      | Poleposition                           |
| S      | Snelste ronde                          |

| Seizoen | Inschrijving        | Chassis          | Motor                         | 1       | 2       | 3      | 4       | 5       | 6       | 7       | 8       | 9       | 10      | 11      | 12      | 13      | 14      | 15      | 16      | 17     | 18      | 19      | 20      | 21     | Pos | Punten |
| ------- | ------------------- | ---------------- | ----------------------------- | ------- | ------- | ------ | ------- | ------- | ------- | ------- | ------- | ------- | ------- | ------- | ------- | ------- | ------- | ------- | ------- | ------ | ------- | ------- | ------- | ------ | --- | ------ |
| 2009    | ING Renault F1 Team | Renault R29      | Renault RS27 2.4 V8           | AUS     | MAL     | CHN    | BHR     | SPA     | MON     | TUR     | GBR     | DUI     | HON     | EUR 15  | BEL DNF | ITA 15  |         |         |         |        |         |         |         |        | 23  | 0      |
| 2009    | Renault F1 Team     | Renault R29      | Renault RS27 2.4 V8           |         |         |        |         |         |         |         |         |         |         |         |         |         | SIN DNF | JPN 16  | BRA 13  | ABU 18 |         |         |         |        | 23  | 0      |
| 2011    | Lotus Renault GP    | Renault R31      | Renault RS27-2011 2.4 V8      | AUS     | MAL     | CHN    | TUR     | SPA     | MON     | CAN     | EUR     | GBR     | DUI     | HON     | BEL     | ITA     | SIN     | JPN     | KOR     | IND    | ABU TC  | BRA TC  |         |        | -   | -      |
| 2012    | Lotus F1 Team       | Lotus E20        | Renault RS27-2012 2.4 V8      | AUS DNF | MAL DNF | CHN 6  | BHR 3   | SPA 4S  | MON DNF | CAN 2   | EUR DNF | GBR 6   | DUI 18  | HON 3   | BEL DNF | ITA EX  | SIN 7   | JPN 19  | KOR 7   | IND 9  | ABU DNF | VST 7   | BRA DNF |        | 8   | 96     |
| 2013    | Lotus F1 Team       | Lotus E21        | Renault RS27-2013 2.4 V8      | AUS 10  | MAL 6   | CHN 9  | BHR 3   | SPA DNF | MON DNF | CAN 13  | GBR 19  | DUI 3   | HON 6   | BEL 8   | ITA 8   | SIN DNF | KOR 3   | JPN 3   | IND 3   | ABU 4  | VST 2   | BRA DNF |         |        | 7   | 132    |
| 2014    | Lotus F1 Team       | Lotus E22        | Renault Energy F1-2014 1.6 V6 | AUS DNF | MAL 11  | BHR 12 | CHN DNF | SPA 8   | MON 8   | CAN DNF | OOS 14  | GBR 12  | DUI DNF | HON DNF | BEL DNF | ITA 16  | SIN 13  | JPN 15  | RUS 17  | VST 11 | BRA 17  | ABU 13  |         |        | 14  | 8      |
| 2015    | Lotus F1 Team       | Lotus E23 Hybrid | Mercedes PU106B Hybrid V6     | AUS DNF | MAL 11  | CHN 7  | BHR 7   | SPA 8   | MON 12  | CAN 10  | OOS DNF | GBR DNF | HON 7   | BEL 3   | ITA DNF | SIN 13  | JPN 7   | RUS DNF | VST DNF | MEX 10 | BRA 8   | ABU 9   |         |        | 11  | 51     |
| 2016    | Haas F1 Team        | Haas VF-16       | Ferrari 061 V6                | AUS 6   | BHR 5   | CHN 19 | RUS 8   | SPA DNF | MON 13  | CAN 14  | EUR 13  | OOS 7   | GBR DNF | HON 14  | DUI 13  | BEL 13  | ITA 11  | SIN DNS | MAL DNF | JPN 11 | VST 10  | MEX 20  | BRA DNS | ABU 11 | 13  | 29     |
| 2017    | Haas F1 Team        | Haas VF-17       | Ferrari 062 V6                | AUS DNF | CHN 11  | BHR 8  | RUS DNF | SPA 10  | MON 8   | CAN 10  | AZE 13  | OOS 6   | GBR 13  | HON DNF | BEL 7   | ITA 15  | SIN 9   | MAL 13  | JPN 9   | VST 14 | MEX 15  | BRA 15  | ABU 11  |        | 13  | 28     |
| 2018    | Haas F1 Team        | Haas VF-18       | Ferrari 062 EVO V6            | AUS DNF | BHR 13  | CHN 17 | AZE DNF | SPA DNF | MON 15  | CAN 12  | FRA 11  | OOS 4   | GBR DNF | DUI 6   | HON 10  | BEL 7   | ITA DSQ | SIN 15  | RUS 11  | JPN 8  | VST DNF | MEX 16  | BRA 8   | ABU 9  | 14  | 37     |
| 2019    | Haas F1 Team        | Haas VF-19       | Ferrari 062 V6                | AUS DNF | BHR DNF | CHN 11 | AZE DNF | SPA 10  | MON 10  | CAN 14  | FRA DNF | OOS 16  | GBR DNF | DUI 7   | HON DNF | BEL 13  | ITA 16  | SIN 11  | RUS DNF | JPN 13 | MEX 17  | VST 15  | BRA 13  | ABU 15 | 18  | 8      |
| 2020    | Haas F1 Team        | Haas VF-20       | Ferrari 065 V6                | OOS DNF | STI 13  | HON 16 | GBR 16  | 70J 16  | SPA 19  | BEL 15  | ITA 12  | TOS 12  | RUS 17  | EIF 9   | POR 17  | EMI 14  | TUR DNF | BHR DNF | SAK ND  | ABU ND |         |         |         |        | 19  | 2      |
| Seizoen | Inschrijving        | Chassis          | Motor                         | 1       | 2       | 3      | 4       | 5       | 6       | 7       | 8       | 9       | 10      | 11      | 12      | 13      | 14      | 15      | 16      | 17     | 18      | 19      | 20      | 21     | Pos | Punten |

## Privé
Op 27 juni 2012 trouwde hij met TF1-presentatrice Marion Jollès, met wie hij drie kinderen heeft. Grosjean is naast zijn carrière als racecoureur ook auteur van kookboeken. Fernand Grosjean, de opa van Romain, was een alpineskiër die voor Zwitserland deelnam aan de Olympische Winterspelen in 1948 en 1952.